# Farma Wiatrowa Lubartów
Farma Wiatrowa Lubartów – elektrownia wiatrowa zlokalizowana w okolicy miejscowości Michów w powiecie lubartowskim. Składa się z 16 wiatraków o łącznej mocy 51,2 MW.

## Historia
Wykonawcą turbin wiatrowych jest firma Vestas, a realizatorem budowy farmy wiatrowej oraz przyłącza do krajowej sieci elektroenergetycznej była spółka Aldesa Nowa Energia sp. z o.o. Inwestorem była Grupa Energetyki Odnawialnej Renewables (GEO Renewables). Wartość inwestycji wyniosła 285 mln złotych, w tym prace budowlano-montażowe wraz z wykonaniem przyłącza energetycznego blisko 69,5 mln zł.
Projekt spotkał się z protestami części okolicznych mieszkańców, co opóźniło realizację inwestycji o trzy lata. Budowa wiatraków prowadzona była w 2015 roku, a ukończona w grudniu 2015.
W 2016 roku GEO Renewables sprzedała farmę wiatrową spółce z grupy IKEA.

## Lokalizacja
Wiatraki zbudowane są na obszarach dwóch gmin powiatu lubartowskiego: gminy Michów (13 turbin wiatrowych) i gminy Abramów (3 turbiny).

## Parametry techniczne
- Wysokość masztu wiatraka do piasty – 119 m[4].
- Rozpiętość łopat śmigła – 112 m[4].
- Każdy wiatrak wyposażony jest w generator Vestas V112 o mocy 3,2 MW[2].
- Maksymalna wysokość terenu – ok. 185 m n.p.m.[a][7]
- Maksymalna wysokość turbiny – 175 m[b].

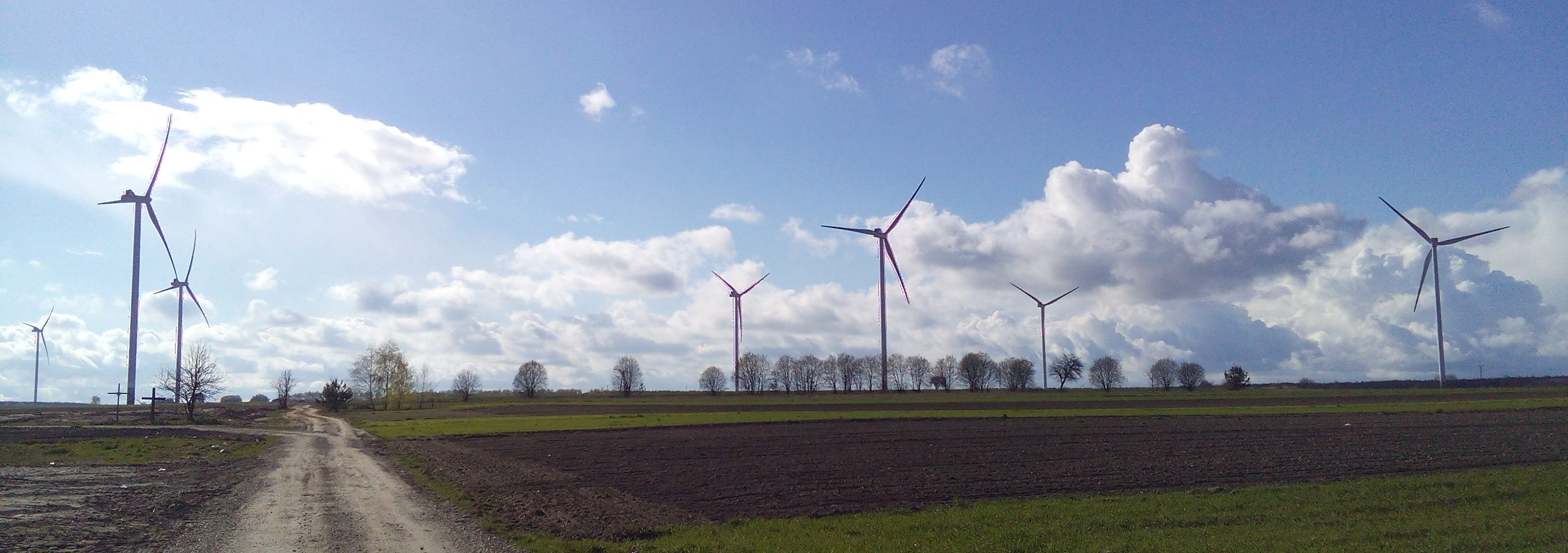
Farma Wiatrowa Lubartów w 2017 roku; widok na zachód od strony Michowa

## Właściciel
IKEA Retail Sp. z o.o.